# Mikael Ahl
Mikael Ahl, född 12 juni 1978, är en svensk före detta friidrottare (sprinter). Han tävlade för Ullevi FK. Han gifte sig 2005 med Linda Fernström och tog då efternamnet Fernström.

## Personliga rekord
| Utomhus - 100 meter: 10,39 s (Karlskrona 16 augusti 1998) - 100 meter: 10,39 s (Karlskrona 14 augusti 1998) - 100 meter: 10,0 s (medvind) (Uddevalla 1 augusti 1998) - 200 meter: 20,97 s (Helsingborg 10 juli 1998) - 200 meter: 21,11 s (Ullevi, Göteborg 30 juli 1999) | Inomhus - 60 meter: 6,73 s (Göteborg 12 februari 2000) - 60 meter: 6,77 s (Göteborg 31 januari 1998) - 200 meter: 21,51 s (Göteborg 31 januari 1998) |

### Fotnoter
1. ↑  Wiger 2006, s. 36.
2. 1 2  Wiger 2006, s. 41.
3. 1 2  Wiger 2006, s. 154.
4. 1 2 3 4 5 6  ”Personsida på IAAF:s webbplats” (på engelska). iaaf.org]. https://www.iaaf.org/athletes/sweden/mikael-ahl-177116. Läst 4 mars 2019.
5. 1 2 3 4  ”Personsida på European Athletics' webbplats” (på engelska). european-athletics.org. https://www.european-athletics.org/athletes/group=a/athlete=199785-ahl-mikael/index.html. Läst 4 mars 2019.
6. ↑  Holmberg 2009, s. 16.
7. ↑  Holmberg 2009, s. 50.